# Хант, Вашингтон
Вашингтон Хант (англ. Washington Hunt; 5 августа 1811  - 2 февраля 1867) — американский государственный деятель, губернатор штата Нью-Йорк, юрист, политик.
С 1828 года жил в Нью-Йорке, изучал право. В 1835 году открыл адвокатскую контору. С 1836 по 1841 год был первым судьей Ниагарского окружного суда.
Член Палаты представителей США от штата Нью-Йорк (с 1843 по 1849). Председатель Комитета по торговле.
В 1849 году стал первым государственным контролёром штата Нью-Йорк, ответственным за аудит и контроль за деятельностью государственных учреждений.
С 1851 по 1852 год занимал пост губернатора штата Нью-Йорк.